# Margaret Sixel
Margaret Sixel – australijska montażystka filmowa.
Urodziła się w RPA. Ukończyła studia na kierunku montaż filmowy na uczelni Australian Film, Television and Radio School w Sydney. Od 1984 pracowała jako asystentka montażysty przy projektach filmowych i telewizyjnych.
Stale współpracuje ze swoim mężem, reżyserem George’em Millerem, przy jego filmach. Zmontowała takie jego tytuły, jak m.in. Babe: Świnka w mieście (1998), Happy Feet: Tupot małych stóp (2006) czy Trzy tysiące lat tęsknoty (2022).
Laureatka Nagrody BAFTA i Oscara za najlepszy montaż do filmu Mad Max: Na drodze gniewu (2015). Był to pierwszy film akcji, który kiedykolwiek montowała. Mąż powierzył jej to żmudne zadanie, wymagające pracy przez 10 godzin dziennie i 6 dni w tygodniu, gdyż zależało mu na tym, by obraz odróżniał się od innych filmów akcji.
Mieszka na stałe wraz z mężem i dwoma synami, Budą i Tige, w Sydney.